# Spytihněv I.
Spytihněv I. (latinsky Spytignewo či Spytigneu; kolem roku 875 – 905/915?) byl český kníže z rodu Přemyslovců vládnoucí v letech 894–915. Narodil se jako syn knížete Bořivoje a jeho ženy Ludmily kolem roku 875. Po smrti svého otce nenastoupil na knížecí stolec, poněvadž ještě nebyl plnoletý. Vlády se chopil v roce 894 po smrti moravského knížete Svatopluka I. Roku 895 se Spytihněv s jakýmsi „Witizlou“ odpoutal od Velkomoravské říše a začal se orientovat na Bavorsko. Za Spytihněvovy vlády byla založena síť hradišť ve středních Čechách, která zahrnovala hradiště Tetín, Starou Boleslav a další, s nimiž se pojilo budování prvních kostelů v Čechách. Zemřel zřejmě v roce 915 (nebo 905) bez potomků, jeho nástupcem se stal jeho bratr Vratislav. Byl pohřben v kostele Panny Marie na Pražském hradě se svou manželkou, o které toho není moc známo. Podle legendy Crescente fide byl prvním českým křesťanským knížetem.

## Prameny o Spytihněvovi I.
O knížeti Spytihněvovi I. se zmiňuje několik středověkých spisů, nejvýznačnější jsou tyto:
- Fuldské letopisy – anály popisující dějiny Východofranské říše dovedené nejméně do roku 901 či 902.[1][2]
- Crescente fide – legenda sepsána v letech 974–983 mnichem kláštera sv. Jimrama v Řezně, původem je text z Bavorska.[3]
- Kristiánova legenda – datum vzniku není jasné, vedou se o něm spory (datace se pohybují od 10. století, kam ji kladl kromě Dušana Třeštíka[4] i Josef Pekař,[5] až po století 14., toto datum určil například František Palacký[6]).
- Gumpoldova legenda – latinsky psaná legenda vzniklá okolo roku 980 na popud císaře Oty II., autorem je mantovský biskup Gumpold.[3]

## Život

### Narození a mládí

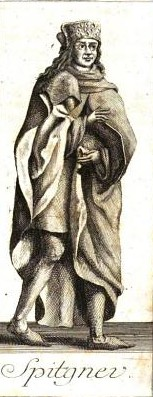
Vyobrazení Spytihněva I. v Hájkově kronice z 16. století

Spytihněv se narodil jako prvorozený syn českému knížeti Bořivojovi I. a jeho ženě Ludmile, dceři vévody Slavibora, která buď pocházela z Pšovského knížectví, jak uvádí autor Kristiánovy legendy nebo Kosmas ve své Kronice Čechů, anebo z Lužického Srbska, jak její původ zaznamenala Proložní legenda o svaté Ludmile.
| „        | Bořivoj zplodil dva syny, Spytihněva a Vratislava, z Ludmily, dcery Slavibora, knížete z hradu Pšova. | “ |
| — Kosmas | |   |

Datum Spytihněvova narození není přesně známé. Legenda Fuit in provincia Boemorum uvádí, že zemřel ve věku 40 let, z čehož historik Dušan Třeštík odvodil, že se narodil roku 875. Stejný postoj k dataci Spytihněvova narození jako Třeštík sdílí kupříkladu i Vratislav Vaníček. Václav Chaloupecký se však domníval, že Spytihněv přišel na svět asi o rok dříve, tedy v roce 874. Antropolog Emanuel Vlček na základě zkoumání kosterních pozůstatků Spytihněva kladl datum narození před rok 875.
Polský historik Henryk Łowmiański měl za to, že byl Spytihněv se svým otcem Bořivojem někdy mezi lety 882–884 pokřtěn. Po vyhnání knížete Bořivoje z Čech a následném dosazení Strojmíra v 80. letech 9. století se Bořivojova rodina včetně Spytihněva zdržovala na dvoře velkomoravského panovníka Svatopluka. Když Bořivoj někdy v letech 888–890 skonal, správu nad Čechy převzal moravský kníže Svatopluk v březnu 890, jelikož Spytihněv v té době ještě nebyl zletilý. Kronikář Regino z Prümu se zmínil o tom, že Češi tenkrát neměli knížete ze svého rodu. Čechy tak přímo zapadly do celku Velké Moravy.

### Počátky vlády

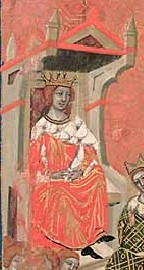
Arnulf Korutanský, východofranský král

Moci v knížectví se Spytihněv chopil po smrti knížete Svatopluka roku 894. Zanedlouho poté se vypravilo poselstvo českých knížat, vedené právě Spytihněvem a jakýmsi „Witizlou“, do Řezna za východofranským králem Arnulfem Korutanským, aby se mu poddali. Někteří historikové v osobě knížete jménem „Witizla“ spatřovali Spytihněvova mladšího bratra Vratislava. Sněm v Řezně se konal někdy v polovině července 895. Na sněmu česká knížata složila vazalský slib králi Arnulfovi výměnou za obranu zejména před Moravany. Tímto aktem si Čechové taktéž zabezpečili jižní hranici země. Čechy se zde rovněž oficiálně začlenily do sféry řezenského biskupství, s čímž snad přišlo i vykázání slovanských duchovních, jež do Čech přivedl kníže Bořivoj. Dušan Třeštík také podotkl, že byl pravděpodobně znovu zaveden tribut, který měli Čechové odvádět do Východofranské říše. S obnovením tributu nesouhlasí Vratislav Vaníček, jenž soudí, že vznikl „svazek věrnosti“. Vaníček usuzuje, že do Bavorska mohly být z Čech posílány dary v podobě domácích zvířat. Naskytly se i teorie, že zpráva o Spytihněvovi a „Witizlovi“ měla souvislost s Kosmovou pověstí o lucké válce. Král Arnulf následně ještě pověřil hraběte Liutpolda, který se později začal titulovat „knížetem Čechů“, dohledem nad Čechy.
| „               | V polovině měsíce července se konal v městě Řezně obecný sněm; tam přišli ke králi z území Slovanů všechna knížata Čechů, která kníže Svatopluk předtím násilně odloučil a odtrhl ze společenství a z moci národa bavorského – jejich náčelníky byli Spytihněv a Vitislav – a když je král důstojně přijal podáním ruky – jak je zvykem – se smířeni podrobili královské moci. | “ |
| — Fuldské anály | |   |

Proti českému převratu se ale postavil moravský panovník Mojmír II., kvůli němuž se česká knížata obrátila roku 896 opět na Arnulfa Korutanského pro pomoc. O rok později, v roce 897, do Řezna přicestovalo zase české poselstvo se stížností, že prožívají útisk od Moravanů. V letech 898–899 tlak ze strany Moravanů však ustal, protože na Moravě probíhaly rozbroje mezi sourozenci Mojmírem II. a Svatoplukem II., v nichž Čechové podporovali, stejně jako Východofranská říše, Svatopluka II. K létu roku 900 je doložena účast českých bojovníků na bavorském tažení proti Moravanům, v jejichž čele snad stanul Spytihněv. Mimo poplenění krajiny ovšem vojsko nedosáhlo žádných velkých úspěchů.

### Maďarské výpravy

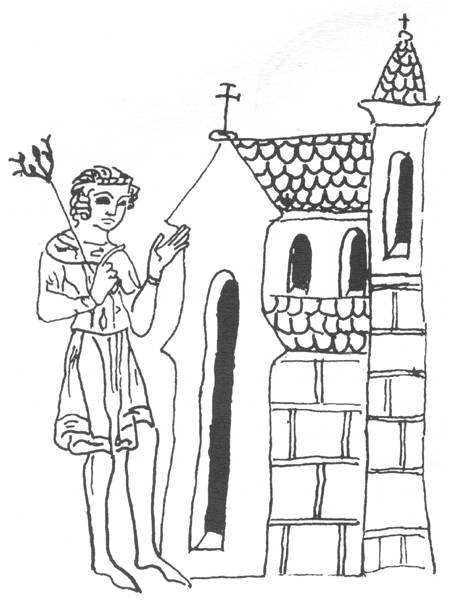
Spytihněv I. ve Velislavově bibli

Roku 906 byl kmen Daleminců, sídlící na sever od Krušných hor, napaden synem saského vévody Oty I., Jindřichem. Daleminci proto požádali o pomoc Maďary, jež Sasy společně s Daleminci posléze porazili. Podle Dušana Třeštíka Maďaři přešli i přes území Čech, k čemuž museli získat povolení od knížete Spytihněva. Maďarský vpád do Saska se opakoval i v roce 908, dle Třeštíka si tehdy Maďaři vyžádali znovu Spytihněvův souhlas pro průchod skrz Čechy. Spytihněv tak, jak se Třeštík domníval, učinil proto, že se Sasové stávali nebezpečnějšími a s tím vznikala jakási protisaská koalice. K té měl přispět i sňatek Spytihněvova bratra Vratislava s Drahomírou ze Stodor z kmene Stodoranů. Naopak Vratislav Vaníček tvrdí, že větší nebezpečí než Sasko pro Spytihněva představovali Maďaři, kteří si navíc podle Vaníčka nepotrpěli na průjezdním povolení. Vaníček si rovněž myslí, že Maďaři roku 906 spíše procházeli cestou vedoucí přes jižní Moravu a jižní Čechy, která se netáhla doménou pod přímou vládou Přemyslovců.

### Smrt
Mezi historiky nepanuje všeobecná shoda ohledně data Spytihněvova úmrtí. Petr Charvát předpokládá, že se patrně jednalo o rok 905. Totožné datum hájil dříve i Václav Novotný. Dušan Třeštík, opírající se o údaj z legendy Fuit in provincia Boemorum o tom, že Spytihněv skonal ve věku 40 let, určil rok 915 jako datum Spytihněvovy smrti. Ke stejnému roku se přikláněl i antropolog Emanuel Vlček, jenž na základě zkoumání Spytihněvových ostatků vypočítal věk okolo čtyřiceti let. Třeštíka a Vlčka následoval Vratislav Vaníček, který též usuzuje, že zemřel v roce 915. Po Spytihněvovi na český knížecí stolec nastoupil jeho bratr Vratislav.
| „                            | Shromažďuje kněží a kleriky, žil s odevzdaností ve víře Kristově. A naplniv čtyřicet let svého života, rozloučil se s tímto světem. Po jeho skonu ujal se kormidla vlády bratr jeho Vratislav. | “ |
| — Fuit in provincia Boemorum | |   |

## Ostatky

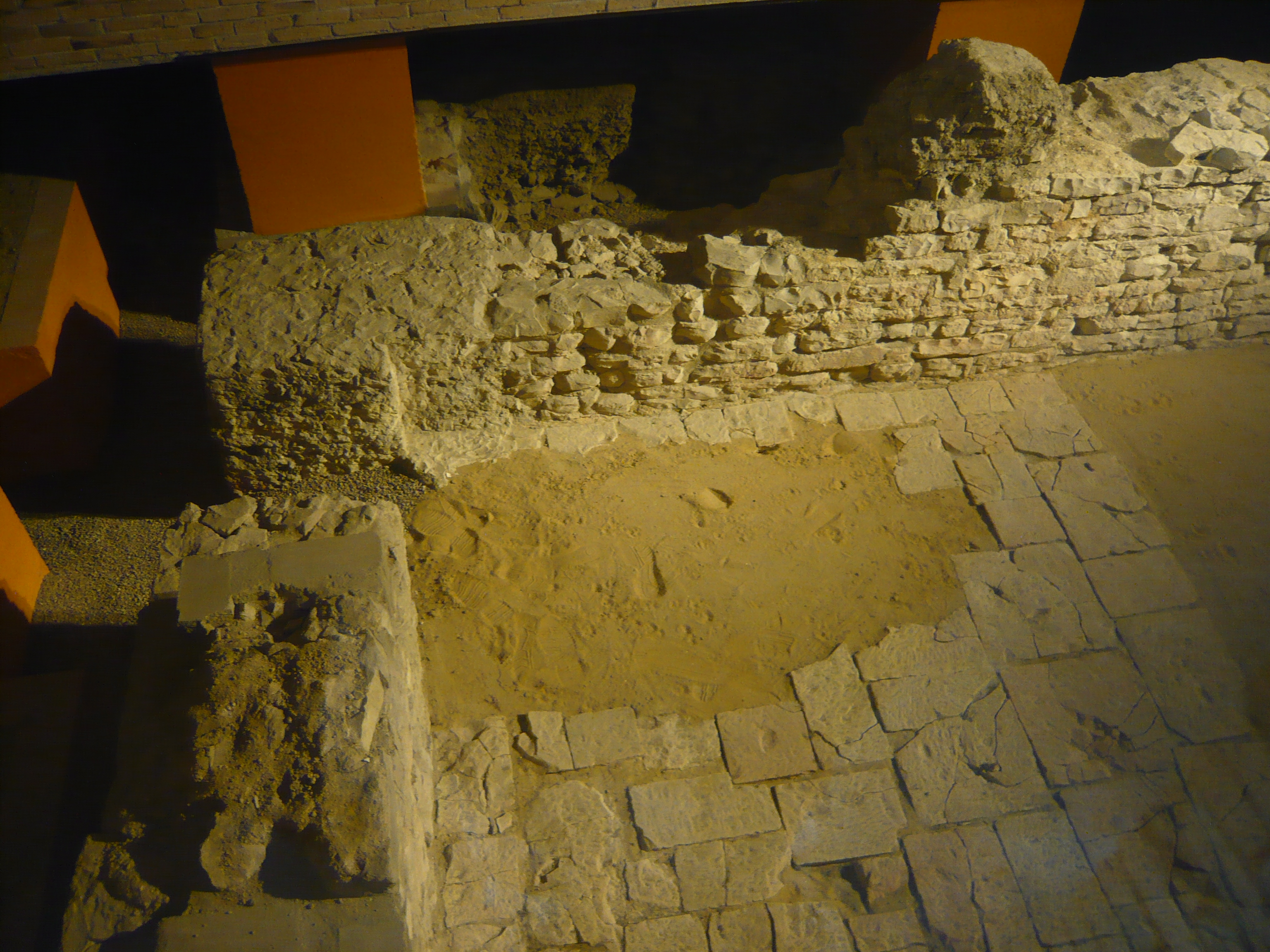
Pozůstatky kostela Panny Marie na Pražském hradě

Spytihněvovy pozůstatky spočinuly zřejmě v kostele Panny Marie na Pražském hradě. Ostatky jsou dobře zachovalé, avšak nekompletní. Emanuel Vlček provedl jejich výzkum, díky němuž určil Spytihněvův dožitý věk v rozmezí 40–45 let. Spytihněv měřil 175 cm a jeho postava vykazovala velmi robustní rysy a svalové reliéfy. Výsledky zkoumání kostní tkáně ukázaly, že měl kníže krevní skupinu B. Bylo taktéž zjištěno, že Spytihněv trpěl pokročilým stádiem artrózy. Příčina smrti nebyla možná prokázat, neboť se na kostře nenalezla žádná choroba vedoucí ke smrti či závažné poranění. Ve Spytihněvově chrupu se nacházel jen jeden kaz, podle Vlčka se jednalo o muže s pevným zdravím. Na lebce se ale vyskytly známky zahojené rány a na dolních končetinách byly spatřeny změny způsobené dnou.
Spytihněvovy ostatky také posloužily k analýze DNA mužské linie Přemyslovců, která vyhodnotila, že všichni Přemyslovci od knížete Bořivoje až po krále Václava III. vykazují R1b chromozom. Takový  je typický pro Kelty a Germány.
V únoru 2021 provedl mezinárodní česko-brazilský tým digitální rekonstrukci Spytihněvova obličeje. Analýza Spytihněvova DNA tak poskytla i jeho barvu očí a vlasů.

## Zakladatelská činnost

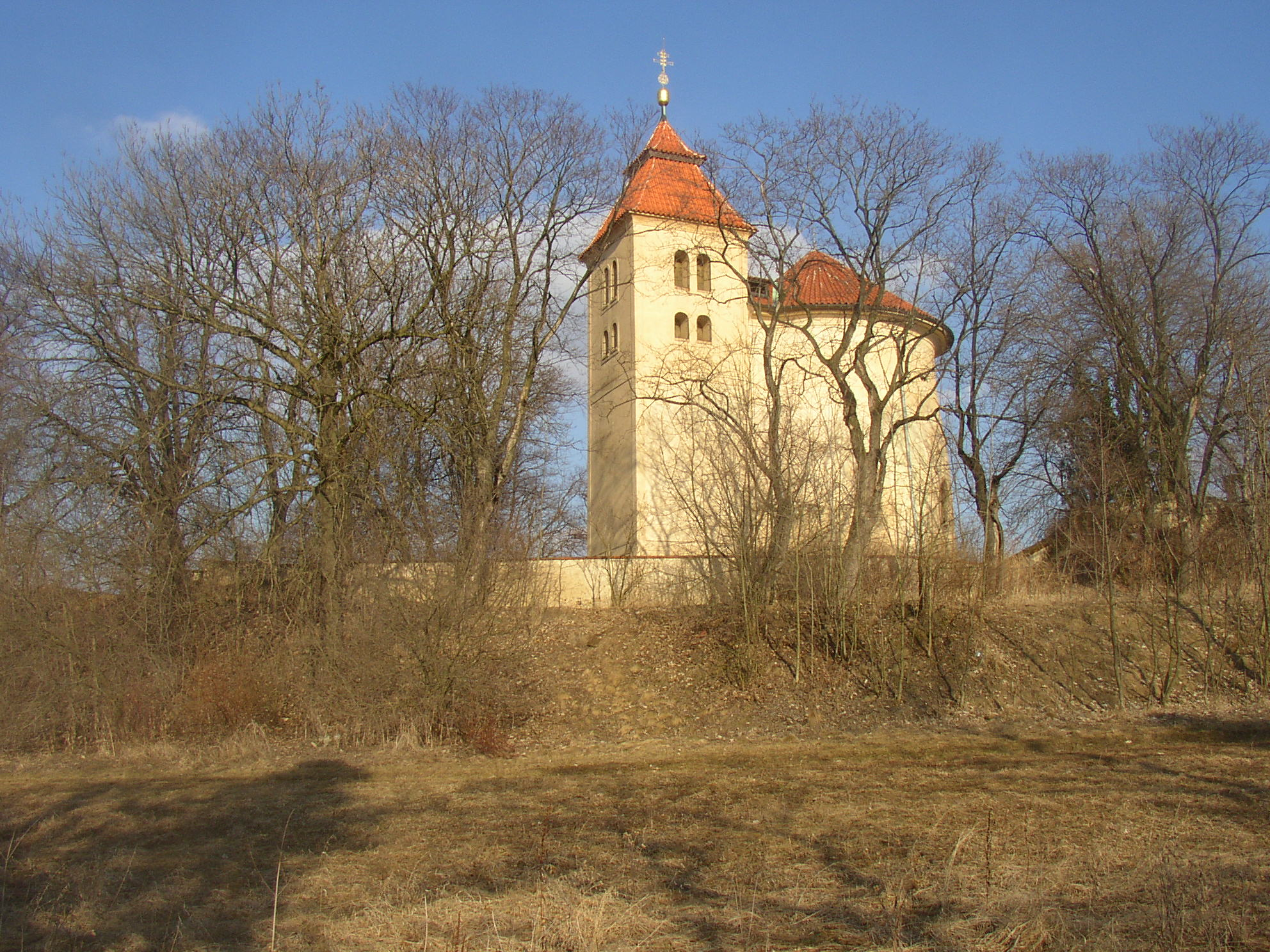
Kostel svatého Petra a Pavla na Budči

Během své vlády Spytihněv započal na přemyslovském teritoriu ve středních Čechách budovat tzv. knížecí rodové patrimonium. Jednalo se o soustavu hradišť postavených ve vzdálenosti 26–34 kilometrů od Prahy, většinou u toků mohutnějších řek (např. Labe či Berounky) na místech ostrožen. Nová hradiště ležela blízko důležitých zemských stezek. Spytihněv nechal vystavět celkem 5 hradišť, jež měla sloužit k ochraně přemyslovského území a demonstrovala moc sousedícím knížatům. Hradiště představovala i ekonomickou a správní funkci, na hradištích se totiž měly odvádět daně a dávky a obyvatelstvu mohly odtud být přikazovány různé pracovní povinnosti. Zároveň se na těchto správních centrech zakládaly kostely a pobývaly zde další členové přemyslovské dynastie, kteří se zde usídlili se svými družinami. Spytihněv se zasadil o výstavbu Mělníka na severu, Libušína na severozápadě, Tetína na jihozápadě, Lštění na jihovýchodě a Staré Boleslavi na severovýchodě. S nimi okruh hradišť tvořily ještě dříve založená hradiště Budeč, kde byla na Spytihněvův příkaz zbudována rotunda svatého Petra a Pavla, a Levý Hradec. Autoři Velkých dějin též připouští existenci hradiště na vrchu Havlín v Praze-Zbraslavi, kde se dochovalo pohřebiště z přelomu 9. a 10. století. Naopak některá sídla pozbyla významu a zanikla (kupříkladu Šárka nebo Butovice). Dušan Třeštík a Michal Lutovský tak Spytihněvovi připisují utvoření prvního státního systému v Čechách.
Spytihněv se rovněž věnoval opevňování Pražského hradu. Michal Lutovský soudí, že zásluhou Spytihněva patrně vzniklo mohutné opevnění na různých místech po obvodu hradu, přičemž bylo navíc obehnáno příkopem. Opevnění vedlo pod budovami mezi dnešním II. a III. nádvořím. Za Spytihněva tedy zjevně vznikl Pražský hrad. V pražském podhradí stálo nejpodstatnější tržiště v Čechách, kudy probíhala evropská obchodní magistrála. Petr Charvát se zmiňuje o tom, že tehdy se z Čech začali vyvážet otroci. Současně Charvát klade čas vzniku hradby na nynější Malé Straně právě do etapy Spytihněvovy vlády. Od doby Spytihněva byl v Praze zřízen i úřad pro zástupce řezenského biskupa.

## Rodina
Spytihněv se pravděpodobně oženil s blíže neznámou ženou, která byla pohřbena do jeho hrobky v kostele Panny Marie na Hradě o několik let později než Spytihněv. Písemné prameny však o Spytihněvově manželce mlčí. Dožila se věku kolem 40 let, Dušan Třeštík stanovil její životní data mezi roky 880–918. Pod jejím levým spánkem se našly náušnice velkomoravského původu, datované Zdeňkem Smetánkou do období před rokem 920. Petr Charvát se domnívá, že byla Spytihněvova manželka domácího původu. O případných potomcích není nic známo, ovšem Vratislav Vaníček uvádí, že Spytihněv mohl zplodit syna, jenž zemřel v průběhu Spytihněvova života.

## Hodnocení vlády a odraz v literatuře a umění

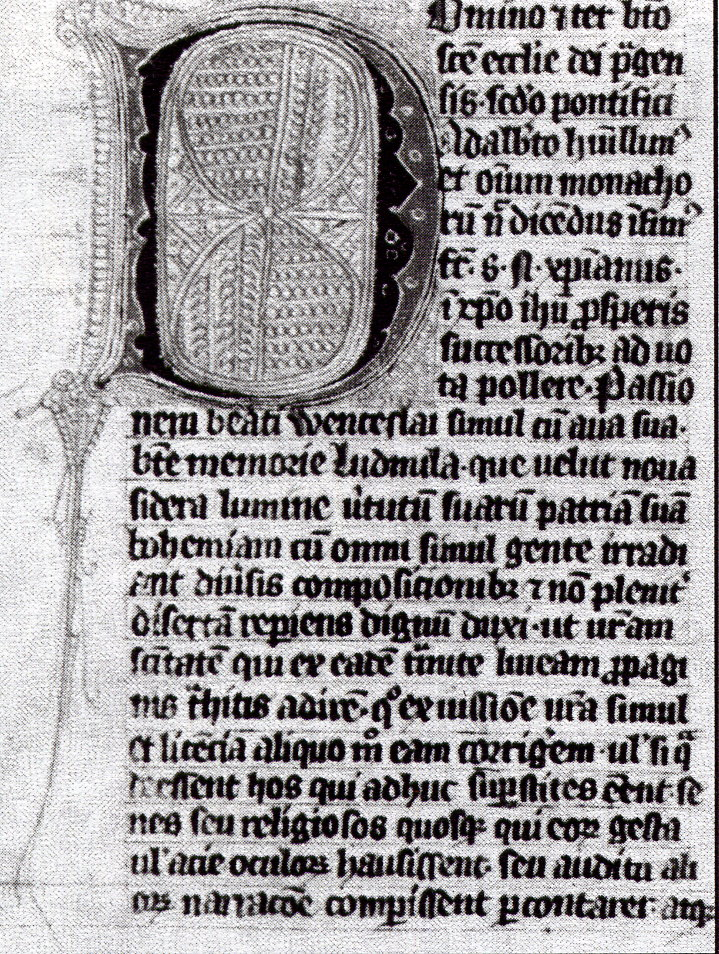
List z manuskriptu Kristiánovy legendy

Dušan Třeštík hodnotí Spytihněva jako panovníka budujícího nové zřízení státu, jenž zavrhl principy kmenového zřízení a stal se hegemonem mezi ostatními českými knížaty. Vratislav Vaníček vylíčil Spytihněva spolu s jeho bratrem Vratislavem jako knížata, pod jejichž panováním Čechy působily dojmem stabilní monarchie, k čemuž přispělo i udržování jednoty a pořádku. František Palacký ocenil Spytihněva jako rozšiřovatele křesťanství v Čechách.
Kristiánova legenda popisuje Spytihněva jako „všelikými ctnostmi dobré povahy a pověstí svatosti nadmíru se skvícího“ a „dokonalého ve víře Kristově“. Bavorská legenda Crescente fide označuje Spytihněva za knížete, během jehož vlády bylo do Čech přeneseno křesťanství a jako první přijal křest. Dalimilova kronika ze 14. století Spytihněvovi zase přičítá časté churavění. 
| „                    | Spytihněv zem přejal po otci. Byl však často soužen nemocí, a tak záhy zemřel ještě mlád A Vratislav, bratr, po něm vlád. | “ |
| — Dalimilova kronika | |   |

Postava Spytihněva se objevuje ve vedlejší roli v historickém románu První kněžna aneb Závrať moci od Jiřího Bílka. V pražských Nuslích po něm nese název ulice Spytihněvova.

## Genealogie
| Hostivít? | Hostivít? |                                              |                                              | ? | ? |  |  | Slavibor * 9. st. † asi 894 | Slavibor * 9. st. † asi 894 |                                        |                                        | ? | ? |
|           |           |                                              |                                              |   |   |  |  |                             |                             |                                        |                                        |   |   |
|           |           |                                              |                                              |   |   |  |  |                             |                             |                                        |                                        |   |   |
|           |           | Bořivoj I. * mezi 852 a 855 † mezi 888 a 890 | Bořivoj I. * mezi 852 a 855 † mezi 888 a 890 |   |   |  |  |                             |                             | Svatá Ludmila * cca 860 † 15. září 921 | Svatá Ludmila * cca 860 † 15. září 921 |   |   |
|           |           |                                              |                                              |   |   |  |  |                             |                             |                                        |                                        |   |   |
|           |           |                                              |                                              |   |   |  |  |                             |                             |                                        |                                        |   |   |
|           |           |                                              |                                              |   |   |  |  |                             |                             |                                        |                                        |   |   |

|  |  | Neznámá manželka OO ? | Neznámá manželka OO ? | Spytihněv I. * kolem 875 † 905/915 |  |  |  |  |
|  |  |                       |                       |                                    |  |  |  |  |